# 검단동 (대구)
검단동(檢丹洞)은 대구광역시 북구의 행정동이자 법정동이다.

## 유래
검단동은 1870년 경에 순흥 안씨와 우계 이씨가 개척해 만들어진 마을로, 조선시대 말기까지 금단(琴檀)이라 불렸다. 1914년 부군면 통폐합 이후 검단(檢丹)으로 개칭되었다. 검단은 조선시대 후기에 동중면(東中面) 지역에 속했는데, 이 지역에는 삼한시대 말기 기원전 3∼4세기에 현재의 산9-13번지 일대에 검단산성(檢丹山城)이 축성되었다. 이 산성은 오랜 시간이 지나 남쪽 구릉위의 성벽 일부만 남아 있으며, 이 일대는 순흥 안씨 종중이 소유하고 있다.

## 연혁
- 조선시대 : 대구부 동중면에 속함
- 1914년 : 부군면 통폐합으로 검단동으로 개칭되어 달성군 성북면에 속함.
- 1938년 11월 2일 : 대구부 북부출장소 신설로 대구부 검단동에 속함.
- 1963년 1월 1일 : 북구 신설로 대구시 북구 검단동이 됨.
- 1995년 1월 1일 : 대구광역시 북구 검단동이 됨.
- 1997년 10월 10일 : 복현2동 일부와 함께 일부 지역이 산격2동으로 편입.
- 2023년 11월 27일 : 행정복지센터의 위치를 검단동 1266-2(검단로 41번길12)에서 검단동 1229-1(검단로 230)으로 옮김.